# Günther Kleiber
Günther Kleiber (ur. 16 września 1931 w Eula (pow. Borna), zm. 29 marca 2013 w Berlinie) – inżynier, wschodnioniemiecki funkcjonariusz państwowy, m.in. I wicepremier NRD, działacz partyjny SED, członek Biura Politycznego KC SED.

## Życiorys
Syn elektryka i kucharki. Kształcił się w zawodzie elektryka w Elektrowni Węgla Brunatnego (VEB Braunkohlekraftwerk) w Großzössen-Witznitz (1946-1949). Został członkiem FDGB (1946), FDJ (1947) i SED (1950). Ukończył Szkołę Młodych Aktywistów Landu (Landesjugendaktivistenschule) w 1949 roku oraz Wojewódzką Szkołę Zawodową w Zwickau (Bez.-Gewerkschaftsschule) w 1950. Studiował na Wydziale Robotniczo-Chłopskim w Dreźnie (Arbeiter-und-Bauern-Fakultät Dresden) (1950-1952) oraz na Wydziale Lotnictwa Uniwersytetu w Rostocku (1952-1958), który w 1953 został przeniesiony na Politechnikę Drezdeńską, i gdzie był pracownikiem naukowym w Instytucie Wyposażenia Lotniczego na Wydziale Lotnictwa (1958-1961), oraz w Instytucie Telemetrii i Telekontroli na Wydziale Elektrycznym (1961-1962). Na tejże uczelni był też sekretarzem organizacji wydziałowej SED (1962-1963). Z uczelni przeszedł do aparatu polityczno-państwowego, w którym był m.in. pracownikiem i kierownikiem Wydziału Elektroniki Komitetu Okręgowego SED w Dreźnie (1963-1965), sekretarzem stanu ds. koordynacji i wykorzystania informatyki przy Prezydium Rady Ministrów NRD (1966-1971). Był także deputowanym do Izby Ludowej NRD (Volkskammer), członkiem Komitetu Centralnego SED i zastępcą członka Biura Politycznego KC SED. Był również zastępcą (1971-1988) i I zastępcą prezesa Rady Ministrów (1988-1989). Jednocześnie był ministrem przemysłu maszynowego, maszyn rolniczych i środków transportu (1973-1986), a następnie stałym przedstawicielem NRD w RWPG (1986-1988). W 1984 został członkiem Biura Politycznego KC SED, a w 1988 członkiem Narodowej Rady Obrony. Z racji sprawowanych funkcji był „skoszarowany” w partyjno-rządowym osiedlu kierownictwa NRD - Osiedlu Leśnym pod Bernau. 7 listopada 1989 Kleiber zrezygnował ze stanowiska w rządzie NRD, 8 listopada został pozbawiony członkostwa Biura Politycznego KC SED, zaś 3 grudnia usunięty z SED, w grudniu aresztowany oraz osadzony w więzieniu Berlin-Hohenschönhausen, w maju 1990 oskarżony o nadużycie władzy i korupcji. Po zwolnieniu z aresztu Kleiber był bezrobotny.
W sierpniu 1995 przed Sądem Okręgowym w Berlinie w ramach tzw. procesów Politbiura NRD rozpoczął się przeciwko niemu proces o „nieumyślne spowodowanie śmierci i wspólną odpowiedzialność za utrzymywanie reżimu granicznego NRD”, w wyniku którego Kleiber został skazany na trzy lata więzienia. W listopadzie 1999 Sąd Federalny (Bundesgerichtshof) podtrzymał wyrok. Kleiber rozpoczął odbywanie kary w więzieniu Hakenfelde (JVA Hakenfelde) w Berlinie w dniu 18 stycznia 2000, zaś w dniu 6 września 2000 Kleiber został ułaskawiony przez ówczesnego burmistrza Berlina Eberharda Diepgena (CDU) wraz z Günterem Schabowskim.